# Ponte Sanguinario
Il Ponte Sanguinario è un ponte, monumento storico, situato nel sottosuolo nell'area orientale di piazza della Vittoria a Spoleto, a pochi metri dalla Porta Leonina (dove un tempo vi era la Porta San Gregorio) e dalla Basilica di San Gregorio Maggiore. L'accesso è reso possibile da una breve scala, delimitata da una balaustra in ferro, che s'interra sotto il piano stradale.

## Descrizione e storia
Forse voluto da Augusto quando fece ricostruire i ponti della via Flaminia, da tempo trasandati, intorno al 27 a.C.; o forse edificato molto prima, quando la via Flaminia fu aperta in queste zone, intorno al 500 a.C.
Il possente ponte è costruito con grandi blocchi squadrati di travertino, presenta tre arcate semicircolari, di cui una ancora interrata; è lungo circa 24 metri, largo 4,47 e alto 8,07; l'arco centrale ha la corda di 6,85 metri, quello di destra di 6,26. Il pilone centrale contiene un cunicolo che serviva a favorire il deflusso dell'acqua, mentre i laterali sono costruiti a gradoni, difesi da scogliere artificiali o ruderi. Sopra l'arcata ancora nascosta dal terrapieno, poggia la porta di San Gregorio.
Consentiva alla via Flaminia di superare il torrente Tessino, a quei tempi un vero e proprio fiume; grazie ad esso uscivano dalla città due strade: il diverticulum della Flaminia, che girava subito a sinistra, e l'antichissima via Pedemontana, che univa Spoleto a Foligno. 

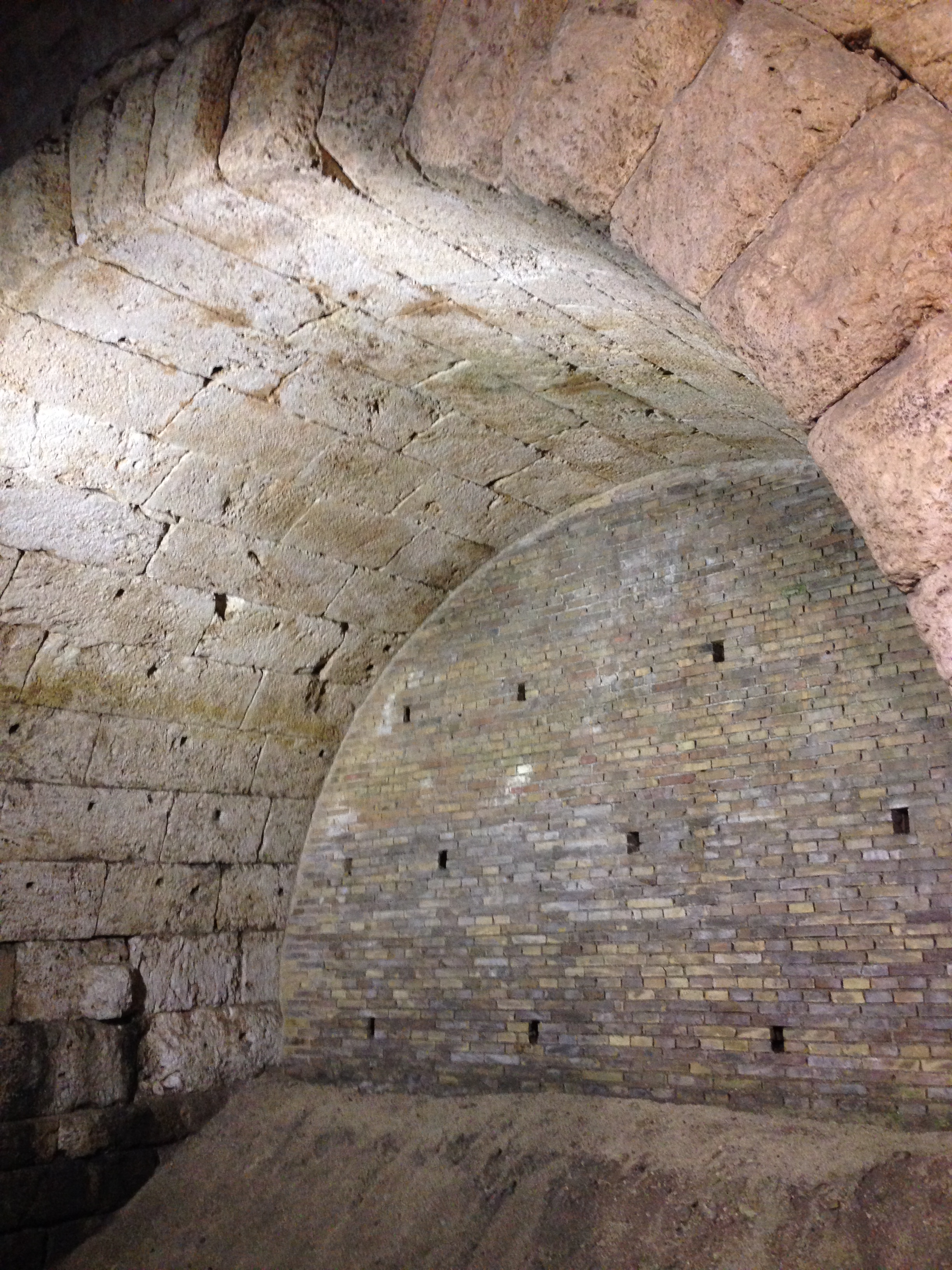
Arcata

Nei secoli il fiume ha lentamente dislocato il suo letto verso nord, tanto che alla fine del XIII secolo dovette essere ricondotto sotto il ponte. Non avendo da allora più ricevuto alcun intervento, gradualmente cambiò ancora sede, pertanto il ponte venne a perdere pian piano la sua originaria funzione, rimanendo sepolto dalle frequenti inondazioni del fiume, i cui depositi alluvionali determinarono l'elevamento del piano stradale circostante. Rimase nascosto fino al 1817.
Fu rinvenuto durante gli ingenti lavori pubblici intrapresi dopo la restaurazione dello Stato Pontificio, quando si deliberò la costruzione di un ponte sul Tessino, da aggiungere a quello di Porta Ponzianina. I lavori si conclusero nel 1820, in tempo per il passaggio a Spoleto dell'Imperatore d'Austria Francesco IIavvenuto il 29 dicembre 1820. 
Intorno al 1840 Casimiro Pentozzi, pittore e dilettante archeologo spoletino, a proprie spese commissionò lavori di scavo per mettere in luce un'arcata e farne un rilievo critico; fece anche costruire strutture che ne rendessero possibile l'accesso.

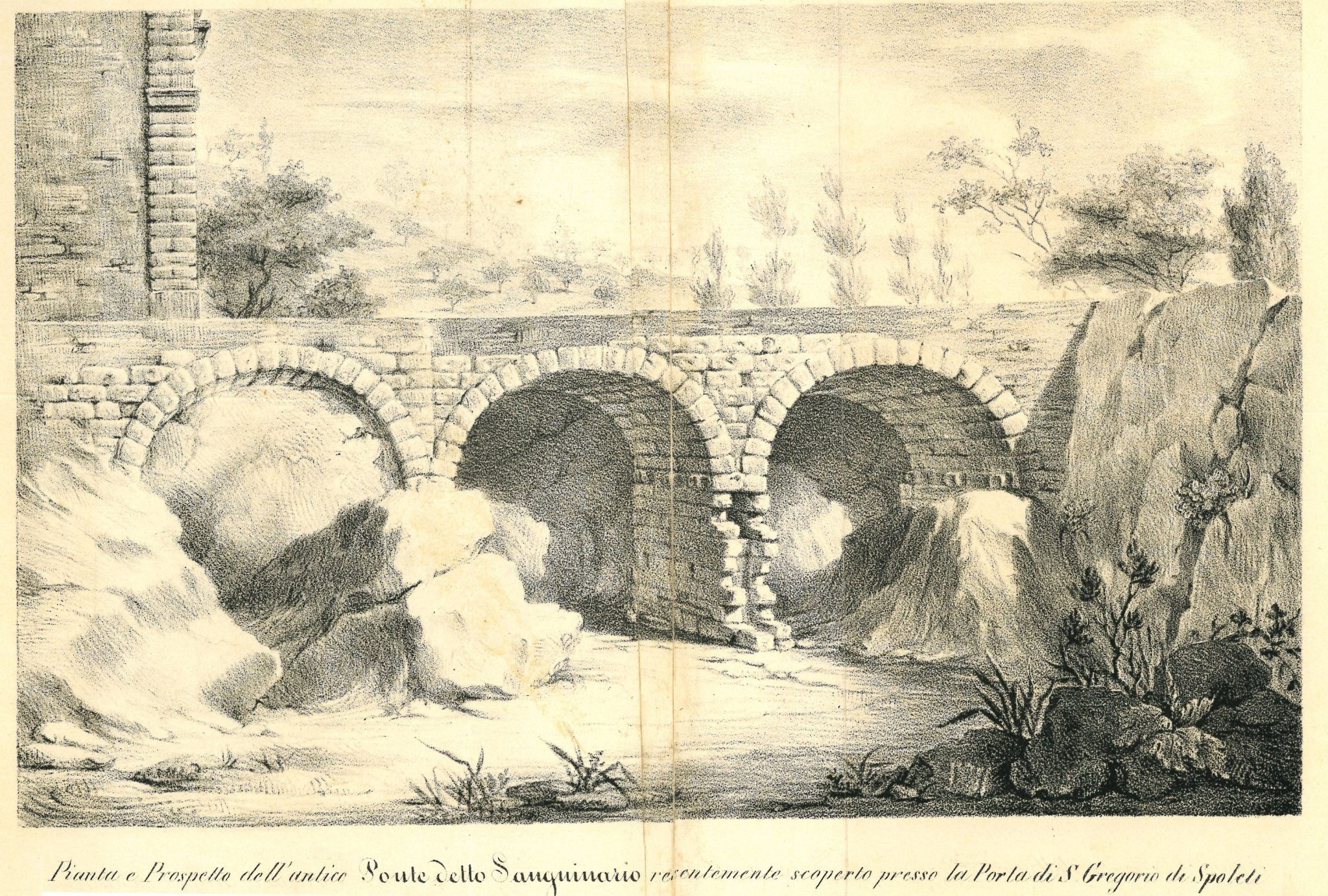
Pianta e Prospetto dell'antico Ponte detto Sanguinario recentemente scoperto presso la Porta di S. Gregorio di Spoleti

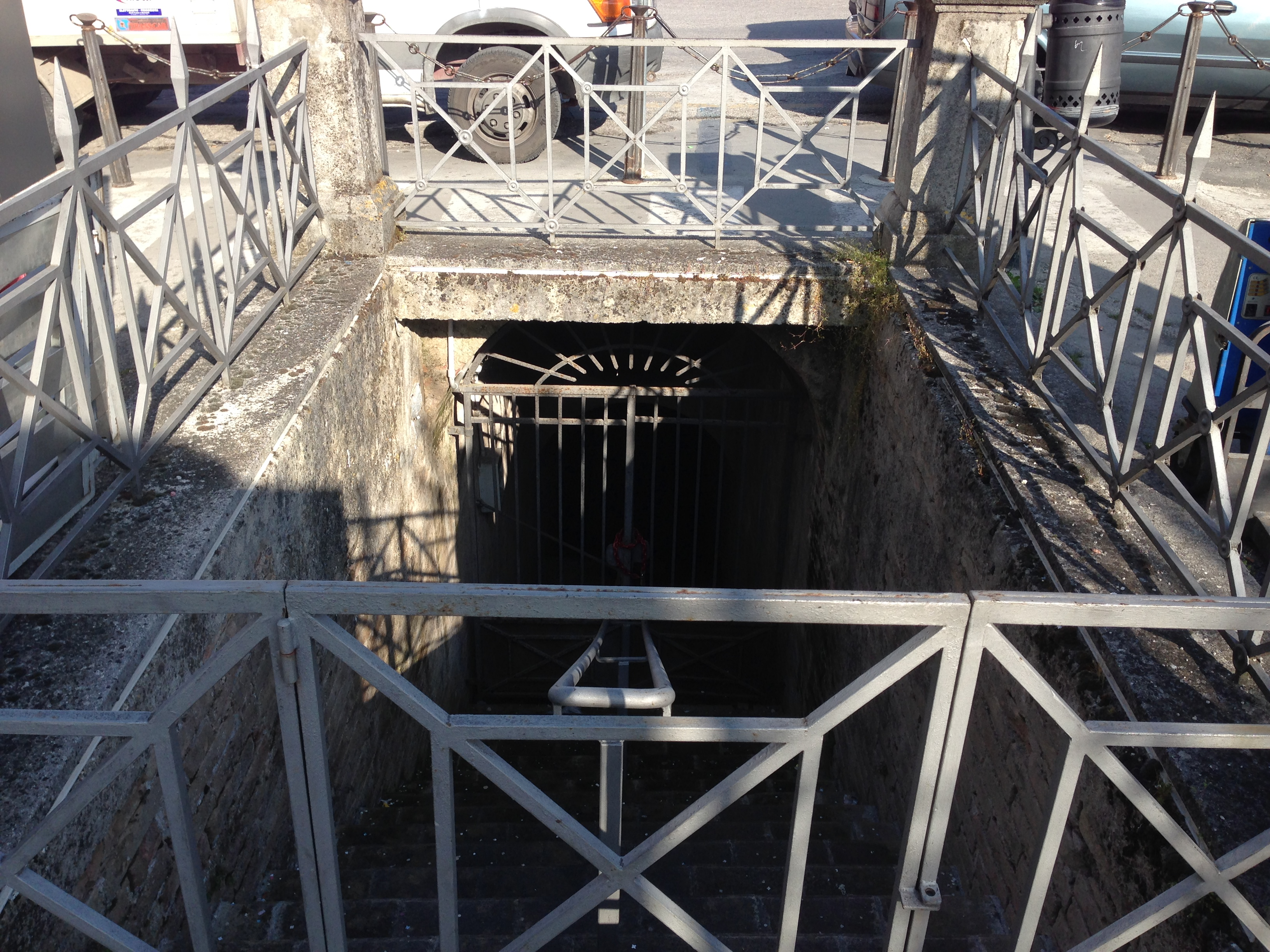
Ingresso

Nel 1896, dopo un improvviso sprofondamento del terreno, il Comune, per sicurezza, decise di chiudere con un muro di mattoni le luci degli archi; l'archeologo spoletino Giuseppe Sordini cercò di evitare questa soluzione, che di fatto avrebbe impedito un futuro recupero del monumento, chiedendo invano interventi economici adeguati al Ministero della Pubblica Istruzione. Solo nel 1906, il Ministero dispose un sussidio che consentì l'esecuzione dei lavori occorrenti.
La denominazione Ponte sanguinario, si ritiene sia stata adottata in tempi più recenti rispetto alla sua costruzione; i racconti agiografici in tema di persecuzione cristiana, l'hanno messa in rapporto con le esecuzioni che avvenivano nei pressi del ponte: le teste mozzate dei martiri venivano poi gettate nel sottostante torrente. Altra ipotesi è che il nome derivi da una corruzione di "Sandapilarius", cioè dalla porta sandapilaria del grandioso anfiteatro romano del I - II secolo i cui resti si trovano nel cortile del Complesso monumentale dell'Anfiteatro, distante solo 150 metri. Altra ipotesi ancora è che derivi dal nome di un altro torrente, il Sanguineto, che confluisce nel Tessino.
Come risulta dagli Statuti spoletini del 1296 il ponte ha avuto anche la denominazione di ponte San Gregorio.
Il ponte non è mai stato riportato completamente alla luce; a dicembre 2014, grazie all'intervento di ripristino del vano d'accesso eseguito nel 1993, sono visibili solo due arcate.

## Leggende
La tradizione su San Ponziano, patrono di Spoleto, racconta che egli sia stato decapitato sul ponte, appena fuori dall'anfiteatro romano, e che la testa mozzata abbia raggiunto in soli tre balzi il luogo dove poi è sorta la chiesa a lui dedicata, la chiesa di San Ponziano. Nel punto dove la testa toccò terra prese a zampillare una fonte di acqua purissima.
Un'altra leggenda narra che un cunicolo sotterraneo collegherebbe il ponte con la Rocca Albornoziana. Si dice che lo usasse Lucrezia Borgia per ricevere i suoi amanti alla fine del quattrocento, epoca in cui fu governatrice di Spoleto. Nessuno però lo ha mai trovato, un itinerario ancora inesplorato.